# Vogelsang (Brandenburgia)
Vogelsang – gmina w Niemczech, w kraju związkowym Brandenburgia, w powiecie Oder-Spree, wchodzi w skład Związku Gmin Brieskow-Finkenheerd.